# Fausto Andreani
Fausto Andreani (Perugia, 1893 – Perugia, 19 febbraio 1965) è stato un politico e avvocato italiano.

## Biografia
Nato a Perugia nel 1893 da Francesco Andreani, avvocato civilista e personalità di spicco della società perugina, aderì al Partito Socialista Italiano. Svolse la professione di avvocato nel capoluogo umbro. Antifascista, prese parte alla Resistenza italiana e fu finanziatore, sostenitore e informatore della "Brigata Proletaria d'urto" e componente del Comitato di Liberazione Nazionale. Collaborò anche con il periodico l'Unità.
Fu il primo sindaco di Perugia dopo la Liberazione, nominato nel luglio 1944 con il benestare dell'Amministrazione militare alleata (AMG).
Morì dopo una breve malattia il 19 febbraio 1965 e fu sepolto nel cimitero di Umbertide.